# Retroactive
Retroactive és una ciència-ficció pel·lícula d'acció d'aventures de 1997 dirigida per Louis Morneau protagonitzada per James Belushi, Kylie Travis i Frank Whaley.

## Trama
Karen Warren (Kylie Travis), una antiga psicòloga criminal, condueix per una solitaria carretera texana al desert quan el seu cotxe s'avaria. Ella va amb Frank Lloyd (James Belushi), que viatja amb la seva dona maltractada, Rayanne Lloyd (Shannon Whirry), de camí a vendre xips d'ordinador robats. Són detinguts breument per un agent de l'estat (Sherman Howard) que li posa a Frank una multa per excés de velocitat, i un conductor de grua (Jesse Borrego els passa a la carretera). Fan una parada en una benzinera que pertany a l'amic d'en Frank, Sam (M. Emmet Walsh), que dona proves a Frank de l'engany de la Rayanne amb el conductor de la grua, Jesse. Les tensions augmenten; Frank dispara a Rayanne i intenta el mateix amb la Karen, però la Karen s'escapa al desert on es troba amb un laboratori on Brian, un científic, està provant una màquina del temps amb ratolins. La màquina s'apaga per accident, enviant la Karen de tornada a on era vint minuts abans.
La Karen es desperta al cotxe d'en Frank, just després que la recollissin. Aquesta vegada, quan el policia atura el seu cotxe, Karen demana ajuda al policia estatal, la qual cosa fa que la situació empitjori: en Frank mata Rayanne, el policia estatal i Jesse. La Karen s'escapa al laboratori, on explica a Brian el que sap. Accepten tornar enrere en el temps junts, de manera que Brian pugui trucar a la policia en Frank.
La Karen es desperta al cotxe d'en Frank i agafa la seva arma, provocant una lluita. Rayanne treu una pistola pròpia, però no quan intenta disparar en Frank. Malgrat el coneixement preventiu de la Karen, Frank mata Rayanne, Jesse, la policia estatal i els pares de vacances d'un nen anomenat Paul (Robbie Thibaut Jr.). Brian, que no va poder convèncer la policia que vingués, arriba al lloc i explica a Frank sobre la màquina del temps. Frank, utilitzant Paul com a ostatge, obliga a Brian a enviar-los enrere en el temps.
Frank i Paul es desperten deu minuts abans, enmig de la baralla. Paul ajuda a Karen, però ell i els seus pares són assassinats. Quan arriba en Brian, la Karen li diu que han de tornar. Tornen al laboratori, perseguits per Frank, però aconsegueixen sobrecarregar tot el sistema per tornar enrere 60 minuts.
La Karen es desperta al seu cotxe, abans que Frank l'hagi de recollir. Quan en Frank i la Rayanne passen, la Karen rebutja educadament pujar. El soldat estatal ve després, i la Karen l'adverteix sobre Frank. Aleshores, Brian arriba per recollir la Karen, i arriben a la benzinera quan tot s'ha acabat: Frank ha matat Sam i Jesse, i Rayanne l'ha assassinat a trets, i és arrestada per la policia estatal.

## Repartiment
- James Belushi com a Frank Lloyd
- Kylie Travis com a Karen Warren
- Shannon Whirry com a Rayanne Lloyd
- Frank Whaley com a Brian
- Jesse Borrego com a Jesse
- M. Emmet Walsh com a Sam
- Sherman Howard com a agent estatal Parker
- Guy Boyd com a Bud
- Kristina Coggins com a Martha
- Robbie Thibaut Jr. com a Paul
- Roger Clinton com a conductor de camions

## Recepció
El lloc web d'agregació de ressenyes Rotten Tomatoes dona a la pel·lícula una puntuació del 57% amb una puntuació mitjana de 5/10 basada en 7 ressenyes.
Geoff Andrew de Time Out afirma: "Amb la seva acció explosiva, comèdia negra i ciència-ficció descabellada imposada a un thriller de crim, d'altra manera vagament plausible, aquesta modesta pel·lícula independent recorda a explotacions tan baixes dels anys 80 com Tremors i el treball de Charles Band. Com el més memorable d'aquests, ha estat tret de la rutina per un guió peculiar i imaginatiu. És cert que l'actuació de Belushi és dominant i M. Emmet Walsh fa un altre cameo suat; és cert, també, que l'èmfasi visual freqüent en l'escot de Travis senyala les ambicions compromeses de la pel·lícula. No obstant això, hi ha energia més que suficient, bravata i invenció per captar l'atenció a tot arreu."